# Волтер Брунинг
Волтер Брунинг (енгл. Walter Breuning; Мелроуз, 21. септембар 1896 — Грејт Фолс, 14. април 2011) био је амерички суперстогодишњак који је према гинисовој књизи рекорда носио титулу најстаријег живог мушкарца на свету у периоду од 18. јула 2009 до 14. априла 2011. године.

## Биографија
Волтер Брунинг рођен је у Мелроузу, Минесота, Сједињене Америчке Државе, 21. септембра 1896. године. Имао је две сестре и два брата. Његови родитељи били су Џон Брунинг и Кора Морхауз Брунинг.
1901. године, када је имао само 4 или 5 година, његова породица се преселила у Де Смит, Јужна Дакота, где је ишао у школу 9 година. У то време његова породица је живела без струје и воде. Иако су му родитељи умрли са по само 50 и 46 година, дуговечност је и даље била присутна у његовој породици. Његови деда и бака по оцу и мајци живели су преко 90 година, док су његова браћа и сестре живели су по 78, 85, 91 и 100 година.
1913. године, придружио се Великој северној железници радећи у њој 49 година. Током Првог светског рата пријавио се да се бори, али никада није позван и био је мало престар. У Монтану се преселио 1918. године, где је наставио да ради као чиновник Велике северне железнице. Радио је за Велику северну железницу до своје 66. године, а затим као менаџер и секретар локалног Шрајнеровог клуба до 99. године. Оженио се 1922. године. Супруга му је преминула 1957. године и никада нису имали деце. На свој 110. рођендан 2006. године, проглашен најстаријим живим пензионисаним железничаром у Сједињеним Америчким Државама.
27. децембра 2008. године, након смрти 112-годишњег Џорџа Франсиса из Калифорније, постао је најстарији живи мушкарац у Сједињеним Америчким Државама.
18. јула 2009. године, након смрти 113-годишњег Хенрија Алингама из Уједињеног Краљевства, постао је најстарији живи мушкарац на свету.
Волтер Брунинг преминуо је у Грејт Фолсу, Монтана, Сједињене Америчке Државе, 14. априла 2011. године, у доби од 114 година и 205 дана. Након његове смрти, тада 114-годишњи Орасио Чели Мендоза из Перуа, преузео је титулу најстаријег живог мушкарца на свету.